# Régine Mismacq
Régine Mismacq (* 2. Oktober 1965 in Paris) ist eine ehemalige französische Fußballspielerin.

## Vereinskarriere
Aufgewachsen im Département Oise, spielte Régine Mismacq bis zu ihrem 16. Lebensjahr bei der US Crépy-en-Valois und anschließend für AO Boran-sur-Oise. Bereits 1978, als 12-Jährige, hatte sie den Nachwuchswettbewerb für Mädchen in der Region Picardie gewonnen. Als sie mit Borans Frauen 1980/81 an der Vorrunde um die französische Meisterschaft teilnahm – in diesen frühen Jahren des organisierten Frauenfußballs war es nicht ungewöhnlich, dass begabte Jugendliche bereits in der Kampfmannschaft ihres Klubs eingesetzt wurden –, hinterließ sie bei den Verantwortlichen der VGA Saint-Maur einen so positiven Eindruck, dass der Verein sie zur folgenden Spielzeit nach Saint-Maur-des-Fossés holte.
Dort entwickelte sich die Stürmerin, die aufgrund ihrer balltechnischen Begabung eher Vorbereiterin als Vollstreckerin war und deshalb in späteren Jahren auch zunehmend im Mittelfeld eingesetzt wurde, schnell zur Stammspielerin und war so maßgeblich am Aufstieg Saint-Maurs zur dominierenden Frauschaft der 1980er Jahre beteiligt. Beginnend 1983, stand Régine Mismacq in sechs aufeinanderfolgenden französischen Meisterschaftsendspielen, wovon sie mit der VGA fünf gewann; lediglich  1984 musste Saint-Maur sich darin geschlagen geben, als die ASJ Soyaux sich mit 1:0 durchsetzte. Nur sechs Tage nach dieser Niederlage kam Mismacq allerdings zu ihrem internationalen Debüt für Frankreich (siehe unten). Aus dem Spiel heraus ist der Angreiferin zwar nie ein Finaltreffer gelungen, aber in ihrem letzten Endspiel (1988) verwandelte sie ihren Strafstoß im spielentscheidenden Elfmeterschießen.
Régine Mismacq stand in dieser Zeit bei VGA an der Seite einer Vielzahl bekannter und erfolgreicher Mitspielerinnen wie Torfrau Sandrine Roux, Sylvie Baracat, Élisabeth Loisel, Marie-Agnès Annequin, Martine Puentes, Nicole Abar und etlichen weiteren, aus denen Dominique Tedeschi (bis 1987 und wieder ab 1989 Trainerin des Vereins – dazwischen unternahm Élisabeth Loisel ihre ersten Schritte in diesem Metier) ein nur schwer zu bezwingendes Team zusammenstellen konnte. Als Saint-Maur 1990 erneut das Endspiel erreichte, fehlte Mismacq in VGAs Aufstellung und verpasste so ihre sechste Meisterschaft.
Sie wechselte daraufhin zum aufstrebenden Juvisy FCF – und scheiterte mit dessen Frauschaft ein Jahr darauf im Halbfinale an Saint-Maur. Danach verließ sie die Hauptstadtregion und spielte bei Toulouse Olympique Mirail, wo sich die Ereignisse wiederholten: Mismacq schied auch 1992 mit ihrem neuen gegen ihr vorheriges Team aus, diesmal allerdings schon im Viertelfinale. Dennoch wurde OM Toulouse 1992 in die neu eingerichtete höchste Frauenliga, das Championnat National 1 A, aufgenommen, stieg aber bereits am Ende dieser Saison daraus wieder ab und schaffte es auch in der Folge nicht mehr, dorthin zurückzukehren. 1995 beendete Régine Mismacq ihre Karriere im Ligafußball.

### Stationen
- US Crépy-en-Valois (bis 1979)
- AO Boran-sur-Oise (1979–1981)
- La Vie au Grand Air Saint-Maur (1981–1990)
- Juvisy FCF (1990/91)
- Toulouse Olympique Mirail (1991–1995)

## In der Nationalelf
Im Juni 1984 wechselte Nationaltrainer Francis Coché Régine Mismacq bei einem Spiel gegen Belgiens Frauen zum ersten Mal in der französischen A-Nationalelf ein, danach erst wieder – allerdings diesmal in der Startformation – ein Jahr später gegen Schweden, weil Coché auf ihrer Position regelmäßig Sylvie Bailly den Vorzug gab. Ihr drittes Länderspiel ließ dann zweieinhalb Jahre auf sich warten, und dazu hatte es eines Trainerwechsels bei den Bleues bedurft. In der Folge setzte Cochés Nachfolger Aimé Mignot die überwiegend über die linke Seite kommende Offensivspielerin regelmäßig ein, und in einer Zeit, in der die Frauen im Vergleich zum 21. Jahrhundert jährlich nur eine Handvoll internationale Partien bestritten, brachte sie es insgesamt auf 37 A-Länderspiele. In der Nationalfrauschaft sind ihr neun Tore gelungen, darunter ihr einziger „Doppelpack“ (im April 1990 bei einem 7:1-Erfolg über die Sowjetunion). Drei Treffer in ebenso vielen Spielen erzielte sie gegen Polen, zwei gegen Bulgarien und je einen gegen die USA beziehungsweise die Elfenbeinküste.
Bei der Endrunde eines Kontinentalturnieres hat Mismacq nie gespielt, weil Frankreich sich erst 1997 dafür qualifizieren konnte. In Länderspielen gegen ein Nationalteam aus dem deutschsprachigen Raum war sie lediglich ein einziges Mal zum Einsatz gekommen; das war das auch erst zweite Aufeinandertreffen Frankreichs und Deutschlands im März 1991, das mit einer 0:2-Niederlage der Französinnen endete. Ihr letztes Spiel im blauen Dress bestritt Régine Mismacq im Mai 1992 gegen die finnische Frauenauswahl.

## Palmarès
- Französische Meisterin: 1983, 1985, 1986, 1987, 1988
- 37 A-Länderspiele, 9 Tore für Frankreich